# Estação Arguelles
Argüelles é uma estação da Linha 3 e Linha 6 e estação terminal da Linha 4 do Metro de Madrid. 

## História
O nome da estação homenageia o advogado e político espanhol Agustín Argüelles.
A estação que atende a Linha 3 foi inaugurada em 15 de julho de 1941, em 23 de março de 1944 as plataformas da linha 4 entraram em operação. A última ampliação para atender a ligação com a Linha 5 aconteceu em 10 de maio de 1995.